# 薛福成

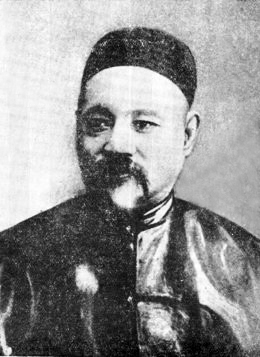
薛福成

薛 福成（せつ ふくせい、Xue Fucheng、1838年 - 1894年）は、清末の外交官・思想家。字は叔耘、号は庸庵。
江蘇省常州府無錫県賓雁里出身。1858年、秀才となる。1860年、『選挙論』を著して科挙の弊害を述べた。1865年、曽国藩の幕僚となる。1879年の『籌洋芻議』で変法を主張した。その後イギリス・フランス・イタリア・ベルギー兼任公使としてヨーロッパに派遣され、立憲君主制を讃美した。帰国後、上海で病死。